# Розбиті серця Бродвею
«Розбиті серця Бродвею» (англ. Broken Hearts of Broadway) — американська драма режисера Ірвінга Каммінгса 1923 року.

## Сюжет
Історія про молоду актрису, яка намагається досягти слави на Бродвеї.

## У ролях
- Колін Мур — Мері Еліс
- Джонні Волкер — Джордж Колтон
- Еліс Лейк — Бубблс Ревєра
- Таллі Маршалл — Барні Райан
- Кейт Прайс — Лідія Раян
- Крейтон Гейл — Ізгой
- Тоні Мерло — Тоні Гвідо
- Артур Стюарт Галл — Баррі Піле
- Фріман Вуд — Френк